# Northwest Mountain
Northwest Mountain är ett berg i Antarktis. Det ligger i Östantarktis. Nya Zeeland gör anspråk på området. Toppen på Northwest Mountain är 2 286 meter över havet, eller 337 meter över den omgivande terrängen. Bredden vid basen är 6,4 km.
Terrängen runt Northwest Mountain är kuperad åt sydväst, men åt nordost är den bergig. Trakten är obefolkad. Det finns inga samhällen i närheten.